# Дупље
Дупље (словен. Duplje, итал. Dobbia di San Tommaso) је насељено место у општини у општини Випава, Горишка регија, Словенија.

## Историја
До територијалне реорганизације у Словенији било је у саставу старе општине Ајдовшчина.

## Становништво
У попису становништва из 2011. године, Дупље је имало 215 становника.
| Број становника према пописима | Број становника према пописима | Број становника према пописима |
| ------------------------------ | ------------------------------ | ------------------------------ |
| 1991                           | 2002                           | 2011                           |
| 198                            | 204                            | 215                            |